# Hoffmannilena
Genre
Hoffmannilena est un genre d'araignées aranéomorphes de la famille des Agelenidae.

## Distribution
Les espèces de ce genre s rencontrent au Mexique et au Guatemala.

## Liste des espèces
Selon World Spider Catalog (version 18.0, 06/05/2017) :
- Hoffmannilena apoala Maya-Morales & Jiménez, 2016
- Hoffmannilena cumbre Maya-Morales & Jiménez, 2016
- Hoffmannilena huajuapan Maya-Morales & Jiménez, 2016
- Hoffmannilena lobata (F. O. Pickard-Cambridge, 1902)
- Hoffmannilena marginata (F. O. Pickard-Cambridge, 1902)
- Hoffmannilena mitla Maya-Morales & Jiménez, 2016
- Hoffmannilena nova (O. Pickard-Cambridge, 1896)
- Hoffmannilena tizayuca Maya-Morales & Jiménez, 2016
- Hoffmannilena variabilis (F. O. Pickard-Cambridge, 1902)

## Étymologie
Ce genre est nommé en l'honneur d'Anita Hoffmann.

## Publication originale
- Maya-Morales & Jiménez, 2016 : Taxonomic revision of the spider genus Rualena Chamberlin & Ivie 1942 and description of Hoffmannilena, a new genus from Mexico (Araneae: Agelenidae). Zootaxa, no 4084(1), p. 1-49.